# مارتین اشمیت (اسکی‌باز پرش)
مارتین اشمیت (انگلیسی: Martin Schmitt؛ زادهٔ ۲۹ ژانویهٔ ۱۹۷۸) اسکی‌باز پرش اهل آلمان بود.